# Universidad Federal del Sur y Sudeste del Pará
La Universidad Federal del Sur y Sudeste de Pará (UNIFESSPA) es una institución pública de educación superior, con sede en la ciudad de Marabá, con campus en Santana do Araguaia, São Félix do Xingu, Rondon do Pará y Xinguara. La institución se considera de tamaño mediano.
Unifesspa surgió en la década de 1970 como un polo de enseñanza, evolucionando a campus en la década de 1980. En 2013 se llevó a cabo el proceso de autonomía del antiguo campus de Marabá de la Universidad Federal de Pará. La Ley N ° 12.824, que creó la institución, fue promulgada el 5 de junio de 2013 por la presidenta Dilma Rousseff, entrando en vigencia el 6 de junio de 2013, con su publicación en el Diario Oficial de la Federación.
Además de los campus mencionados, cuenta con otros once centros de enseñanza en las ciudades de Abel Figueiredo, Bom Jesus do Tocantins, Breu Branco, Canaã dos Carajás, Itupiranga, Jacundá, Moju, Ourilândia do Norte, Piçarra, Tailandia y São Geraldo do Araguaia.
Sus principales programas de investigación académica se encuentran en la reforma agraria brasileña y los grandes proyectos mineros.
En el Ranking de Universidades Folha de 2019 (RUF), UNIFESSPA ocupó el puesto 182 entre las 197 universidades encuestadas, subiendo 10 posiciones desde su primera aparición en la lista en 2016; en el RUF, los cursos mejor calificados en UNIFESSPA fueron Ingeniería Química y Agronomía. Obtuvo un 4 en el Índice General de Cursos (IGC) de 2018 (en una escala del 1 al 5); y los cursos mejor calificados del IGC (2016) fueron, respectivamente, Licenciatura en Química y Licenciatura en Agronomía.